# Hubert Grossard
Hubert (Huub) Grossard (Genk, 28 maart 1968 – Deurne, 23 juni 2006) was een Belgische atleet die gespecialiseerd was in het hordelopen. Hij nam deel aan de wereld- en Europese kampioenschappen en veroverde 13 Belgische titels. Hij was ook een tijdlang Belgisch recordhouder.

## Loopbaan
Tussen 1988 en 1993 behaalde Grossard alle Belgische titels op de 110 m horden (in 1990 ex aequo met Wim Vandeven). In 2000 veroverde hij nog een zevende Belgische titel.
Grossard was ook een tijd lang Belgisch recordhouder op deze afstand: op het Belgisch kampioenschap van 15 augustus 1992 verbeterde hij het record eerst in de reeksen tot 13,68 s, en later in de finale tot 13,56. Op het Belgisch kampioenschap van 25 juli 1993 verbeterde hij zijn eigen record nog tot 13,47. Zijn record bleef bijna vier jaar overeind: tot 16 juni 1996, toen Sven Pieters het verbeterde met vier honderdsten tot 13,43.
Ook op buitenlandse wedstrijden viel Grossard in de prijzen. Zijn beste prestaties op internationale kampioenschappen waren een halve finale op de wereldkampioenschappen van 1993 in Stuttgart en op de Europese kampioenschappen van 1994 in Helsinki, en een kwartfinale op de WK van 1997 in Athene. In 2002 stopte hij met zijn atletiekloopbaan.
Ten tijde van zijn atletiekcarrière was hij tevens beroepsmilitair, en na afloop daarvan stapte hij over naar de politie. Hij kwam op 38-jarige leeftijd om het leven na een verkeersongeval met zijn motorfiets op de E313 te Ranst, toen hij op weg was naar huis. Hij heeft een relatie gehad met voormalig atlete Katrien Maenhout. Uit deze relatie is een dochter Britt geboren, die ook aan atletiek doet.

## Belgische kampioenschappen
Outdoor
| Onderdeel    | Jaar                                     |
| ------------ | ---------------------------------------- |
| 110 m horden | 1988, 1989, 1990, 1991, 1992, 1993, 2000 |

Indoor
| Onderdeel   | Jaar                               |
| ----------- | ---------------------------------- |
| 60 m horden | 1990, 1991, 1992, 1993, 1994, 2001 |

## Persoonlijke records
Outdoor
| Onderdeel    | Prestatie | Wind     | Datum        | Plaats  |
| ------------ | --------- | -------- | ------------ | ------- |
| 110 m horden | 13,47 s   | -0,5 m/s | 25 juli 1993 | Brussel |

Indoor
| Onderdeel   | Prestatie | Datum            | Plaats |
| ----------- | --------- | ---------------- | ------ |
| 60 m horden | 7,87 s    | 12 februari 1997 | Gent   |